# René Le Hénaff
Pour les articles homonymes, voir Le Hénaff.
René Le Hénaff est un monteur et réalisateur français, né le 26 avril 1901 à Saïgon (Vietnam) et mort le 5 janvier 2005 à Belley (France).
Il débute comme monteur pour René Clair et Marcel Carné puis passe à la réalisation. Son film le plus connu est probablement Le Colonel Chabert, d'après le roman d'Honoré de Balzac, tourné en 1943 avec Raimu. De 1935 à 1952, il tourne une quinzaine de films puis retournera au montage.

## Filmographie

### Comme monteur
- 1929 : Le Requin, de Henri Chomette
- 1930 : Sous les toits de Paris, de René Clair
- 1931 : À nous la liberté, de René Clair
- 1932 : L'Amoureuse Aventure de Wilhelm Thiele
- 1932 : Danton, d'André Roubaud
- 1933 : Quatorze juillet, de René Clair
- 1934 : Le Scandale, de Marcel L'Herbier
- 1938 : Le Quai des brumes, de Marcel Carné
- 1938 : Hôtel du Nord, de Marcel Carné
- 1939 : Le jour se lève, de Marcel Carné
- 1940 : Battement de cœur, de Henri Decoin
- 1941 : L'Assassinat du père Noël, de Christian-Jaque
- 1942 : Le Destin fabuleux de Désirée Clary, de Sacha Guitry
- 1943 : Des jeunes filles dans la nuit, de René Le Hénaff
- 1944 : Coup de tête, de René Le Hénaff
- 1949 : Femmes sans nom (Donne senza nome), de Géza von Radványi
- 1953 : L'Étrange Désir de monsieur Bard, de Géza von Radványi
- 1958 : Le Médecin de Stalingrad (Der Arzt von Stalingrad), de Géza von Radványi
- 1959 : Douze Heures d'horloge, de Géza von Radványi
- 1960 : La Récréation, de Fabien Collin et François Moreuil
- 1961 : La Fayette, de Jean Dréville
- 1961 : Les Vierges de Rome (Le vergini di Roma) de Carlo Ludovico Bragaglia et Vittorio Cottafavi
- 1966 : Chasse à l'homme à Ceylan (Kommissar X - Drei gelbe Katzen), de Rudolf Zehetgruber

### Comme réalisateur
- 1929 : Frivolités
- 1935 : Joli Monde
- 1937 : Les Chevaliers de la cloche
- 1938 : Fort Dolorès
- 1942 : L'Amant de Bornéo (coréalisateur : Jean-Pierre Feydeau)
- 1943 : Des jeunes filles dans la nuit
- 1943 : Le Colonel Chabert
- 1944 : Coup de tête
- 1945 : Le Mystère Saint-Val
- 1946 : Christine se marie
- 1946 : Les Gueux au paradis
- 1947 : Monsieur de Falindor
- 1947 : Les Maris de Léontine
- 1948 : Scandale
- 1950 : Uniformes et Grandes Manœuvres

### Comme assistant-réalisateur
- 1934 : Un de la montagne de Serge de Poligny